# ベネトン・B198
ベネトン・B198 (Benetton B198) は、ベネトン・フォーミュラが1998年のF1世界選手権に投入したフォーミュラ1カー。デザイナーはニック・ワース。

## 概要
1997年一杯でルノーがワークスエンジンの供給活動を終了したため、最終型のRS9をベースにメカクロームが開発したカスタマーエンジンを搭載することになった。ベネトンチームは本社のアパレルラインのひとつである「プレイライフ (PLAYLIFE) 」をバッジネームに用いた。
ドライバー陣はベテランから若手コンビに刷新された。ジョーダンから移籍してきたジャンカルロ・フィジケラと前年ゲルハルト・ベルガーの代役として3戦に出走し、引退したベルガーから強く推薦を受けた同郷のアレクサンダー・ヴルツの組み合わせとなった。

## 開発
テクニカル・ディレクターのパット・シモンズは「B198の第一歩となる空力に関する調査と研究を開始したのは1996年12月1日だった。2週間後の16日にB197のシェイクダウンをした。つまり1997年用のマシンが走り始めるよりも前から1998年用の開発は始まっていたんだ。これが出来たのは、B197がロリー・バーン、B198がニック・ワースとチーフ・デザイナーが別人だったからというのも理由だが、そのために通常であれば97年型から98年型に継承されたであろうテクノロジーをあえてニック・ワースが取り除いたという部分も少なからずあった。この結果B198はベネトンにとって数年ぶりに前年から大幅に変更されたマシンとなった。」と証言している。また、B198の設計で難しかった点には「新レギュレーション（ナロートレッド規制）がF1マシンの根幹を変えるような改革なので、エアロダイナミクスが新しいアプローチを必要とした。もっとも時間をかけて注力した優先領域はこのエアロと、重心位置だ。重心位置はどんな場合でもできるだけ低いほど良いが、ナロートレッドになったことで、他の何を差し置いても最優先に達成しなければならない目標となった」と優先した領域について述べた。B198では気流剥離を嫌いダルなアウトラインで構成され、横に張り出すことになったサイドインパクトの衝撃吸収形状を利用してサイドポンツーン下面に気流を導く効果を狙った手法はニック・ワースの旧作シムテック・S951を発展させた形状でもあった。サスペンションではバーンがトーションバーを多用していたのに対し、ワースはB198で前後ともコイルスプリングへとダンパーを改めた。

## 1998年シーズン
フィジケラはモナコGP、カナダGPと2戦連続で2位表彰台を獲得し、雨の予選となったオーストリアGPでは自身初のポールポジションを得るなど健闘を見せた。しかし勝利は挙げることができず、コンストラクターズランキングはジョーダンに抜かれて5位に終わった。

## シャシー
- シャシー名 B198
- 材質 カーボンファイバーアルミハニカム・コンポジット
- タイヤ ブリヂストン
- ギアボックス 6速セミオートマチック

## エンジン
- エンジン名 プレイライフ
- 気筒数・バンク角 V型10気筒・71度
- 燃料・潤滑油 Agip

## 成績
| 年   | No. | ドライバー               | 1   | 2   | 3   | 4   | 5   | 6   | 7   | 8   | 9   | 10  | 11  | 12  | 13  | 14  | 15  | 16  | ポイント | ランキング |
| 年   | No. | ドライバー               | AUS | BRA | ARG | SMR | ESP | MON | CAN | FRA | GBR | AUT | GER | HUN | BEL | ITA | LUX | JPN | ポイント | ランキング |
| ---- | --- | ------------------------ | --- | --- | --- | --- | --- | --- | --- | --- | --- | --- | --- | --- | --- | --- | --- | --- | -------- | ---------- |
| 1998 | 5   | ジャンカルロ・フィジケラ | Ret | 6   | 7   | Ret | Ret | 2   | 2   | 9   | 5   | Ret | 7   | 8   | Ret | 8   | 6   | 8   | 33       | 5位        |
| 1998 | 6   | アレクサンダー・ヴルツ   | 7   | 4   | 4   | Ret | 4   | Ret | 4   | 5   | 4   | 9   | 11  | Ret | Ret | Ret | 7   | 9   | 33       | 5位        |

- 太字はポールポジション、斜字はファステストラップ。(key)